# Rupprecht Maushart
Rupprecht Maushart (* 9. Dezember 1929; † 17. November 2020) war ein deutscher Strahlenschützer. Insbesondere bekleidete er verschiedene leitende Positionen im deutsch-schweizerischen Fachverband für Strahlenschutz und in der internationalen Strahlenschutzgesellschaft IRPA.

## Ehrenamtliches Engagement
Als erste europäische Strahlenschutzvereinigung wurde am 29. Mai 1963 in Wien die Europäische Strahlenschutzgesellschaft ESG gegründet. Rupprecht Maushart wurde zu ihrem ersten Sekretär unter dem Schweizer Peter Courvoisier als Präsidenten. Die ESG wurde im Jahr 1966, noch vor Gründung der internationalen Strahlenschutzvereinigung IRPA, mitteleuropäische Sektion (Central European Section, CES) der Health Physics Society.
Im Vorfeld der Gründung der internationalen Strahlenschutzgesellschaft IRPA, zur Festlegung ihrer Ziele und Grundlagen, trafen sich am 1. Februar 1964 in London elf Delegierte, darunter Rupprecht Maushart als deutscher Vertreter. Die Gründung der IRPA erfolgte im September 1966. Bereits im Juni 1966 war der deutsch-schweizerische Fachverband für Strahlenschutz als nationale Strahlenschutzgesellschaft gegründet worden. Rupprecht Maushart ist Gründungs- und Ehrenmitglied des Verbands. Außerdem war er in den Jahren 1970 und 1971 dessen Präsident.
Nachdem mit der Gründung von IRPA und Fachverband für Strahlenschutz die Bedeutung der ESG gesunken war, versuchte Rupprecht Maushart, der inzwischen deren geschäftsführender Präsident geworden war, sie als europäische Dachorganisation über die nationalen Strahlenschutzgesellschaften zu etablieren. Schließlich löste sich die ESG jedoch am 12. Mai 1967 auf und übereignete ihr Vermögen dem Fachverband für Strahlenschutz.
In der IRPA saß Rupprecht Maushart von 1988 bis 1990 im Exekutivrat und war von 1990 bis 2000 ihr Schatzmeister.
Seit Februar 1995 gibt der Fachverband für Strahlenschutz die von Rupprecht Maushart initiierte Fachzeitschrift StrahlenschutzPRAXIS heraus. Rupprecht Maushart war bis Ende 2012 Schriftleiter der Zeitschrift und wurde von seiner Frau Bärbl Maushart beerbt.
Zu Ehren Rupprecht Mausharts vergibt der Fachverband für Strahlenschutz den im Jahr 2010 ins Leben gerufenen Preis für Nachwuchswissenschaftler seit 2012 unter der Bezeichnung Rupprecht-Maushart-Preis.
Rupprecht Maushart war seit 1968 als Mitglied der FDP auch politisch engagiert.

## Berufliche Tätigkeit
Rupprecht Maushart promovierte im Jahr 1956 an der Technischen Hochschule Karlsruhe mit einer Arbeit zur Beweglichkeit positiver Ionen in extrem reinen Gasen und Gasgemischen. Beruflich war er im Laboratorium Prof. Dr. Rudolf Berthold in Bad Wildbad, das von Rudolf Berthold gegründet wurde und heute das Unternehmen Berthold Technologies ist, in der Entwicklung von Messgeräten für ionisierende Strahlung tätig.

## Privates
Rupprecht Maushart war mit der FDP-Politikerin und Verbraucherschützerin Bärbl Maushart verheiratet und in Straubenhardt wohnhaft.